# Kreminna
Kreminna (ukrainisch Кремінна; russisch Кременная Kremennaja) ist eine in der Oblast Luhansk im Osten der Ukraine gelegene Stadt mit etwa 20.000 Einwohnern (2014). Kreminna war bis Juli 2020 das Verwaltungszentrum des gleichnamigen Rajons Kreminna und gehört seitdem zum Rajon Sjewjerodonezk.

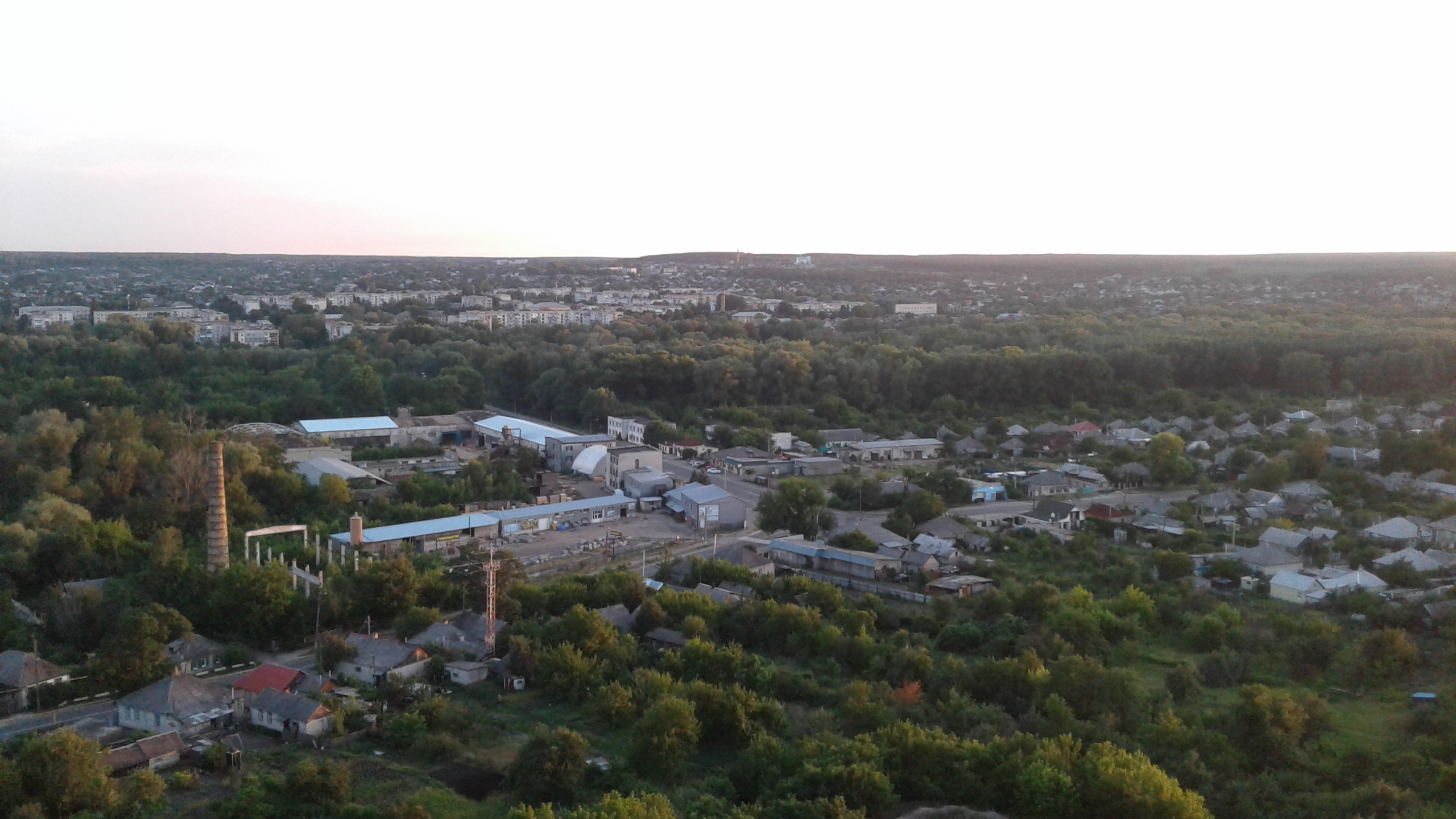
Blick auf die Stadt

## Geographie
Kreminna liegt am Ufer des Flusses Krasna im Donezbecken im Norden des Rajon Sjewjerodonezk 130 km nordwestlich vom Oblastzentrum Luhansk. Die nächstgelegene Großstadt ist Sjewjerodonezk und liegt in 50 km Entfernung.

## Geschichte
Kreminna wurde im Jahr 1733 gegründet. Von April bis November 1918 war der Ort von österreichisch-deutschen Truppen besetzt. Im Oktober 1938 erhielt Kreminna den Status einer Stadt. Am 10. Juli 1942 wurde die Stadt von Truppen der Wehrmacht besetzt und am 31. Januar 1943 nach schweren Kämpfen von Truppen der Roten Armee befreit.
Im Zuge des russischen Überfalls auf die Ukraine wurde die Stadt am 18. April 2022 von russischen Einheiten besetzt. Der Gouverneur Serhij Hajdaj meldete Anfang September, die Besatzer hätten sich „nicht getraut, die von Partisanen gehisste ukrainische Flagge zu entfernen“. Laut Hajdaj seien in den Wochen zuvor viele russische Soldaten getötet worden. Besetzer und Kollaborateure würden auch andernorts das Gebiet verlassen.
Seit der Rückeroberung des benachbarten Lyman (ca. 30 km westlich gelegen) durch ukrainische Truppen Anfang Oktober gilt Kreminna als eine wichtige russische Versorgungs- und Verteidigungsstellung.

## Verwaltungsgliederung
Am 12. Juni 2020 wurde die Stadt zum Zentrum der neugegründeten Stadtgemeinde Kreminna (Кремінська міська громада/Kreminska miska hromada). Zu dieser zählen auch die 6 in der untenstehenden Tabelle aufgelistetenen Dörfer sowie die 4 Ansiedlungen Dibrowa, Kusmyne, Stara Krasnjanka und Schytliwka, bis dahin bildete sie zusammen mit den Ansiedlungen Dibrowa, Kusmyne, Stara Krasnjanka und Schytliwka die gleichnamige Stadtratsgemeinde Kreminna (Кремінська міська рада/Kreminska miska rada) im Südwesten des Rajons Kreminna.
Seit dem 17. Juli 2020 ist sie ein Teil des Rajons Sjewjerodonezk.
Folgende Orte sind neben dem Hauptort Kreminna Teil der Gemeinde:
| Name                     | Name            | Name                                  |
| ukrainisch transkribiert | ukrainisch      | russisch                              |
| ------------------------ | --------------- | ------------------------------------- |
| Dibrowa                  | Діброва         | Диброва (Dibrowa)                     |
| Holykowe                 | Голикове        | Голиково (Golikowo)                   |
| Kusmyne                  | Кузьмине        | Кузьмино (Kusmino)                    |
| Nowokrasnjanka           | Новокраснянка   | Новокраснянка                         |
| Pischtschane             | Піщане          | Песчаное (Pestschanoje)               |
| Pschenytschne            | Пшеничне        | Пшеничное (Pschenitschnoje)           |
| Schytliwka               | Житлівка        | Житловка (Schitlowka)                 |
| Stara Krasnjanka         | Стара Краснянка | Старая Краснянка (Staraja Krasnjanka) |
| Surowziwka               | Суровцівка      | Суровцевка (Surowzewka)               |
| Tscherwonopopiwka        | Червонопопівка  | Червонопоповка (Tscherwonopopowka)    |

## Bevölkerung
| 1885  | 1897  | 1939   | 1959   | 1970   | 1979   | 1989   | 2001   | 2005   | 2014   |
| ----- | ----- | ------ | ------ | ------ | ------ | ------ | ------ | ------ | ------ |
| 4.213 | 6.004 | 14.753 | 25.938 | 25.463 | 25.525 | 27.686 | 24.447 | 22.858 | 20.137 |

Quelle: 